# Villarreal Club de Fútbol 2023-2024
Questa voce raccoglie le informazioni riguardanti il Villarreal Club de Fútbol nelle competizioni ufficiali della stagione 2023-2024.

## Maglie e sponsor
| Casa | Trasferta | Terza maglia |

Sponsor ufficiale: Pamesa ceramiche

Fornitore tecnico: Joma

## Organico

### Rosa
Rosa, numerazione e ruoli sono aggiornati al 16 febbraio 2024 
| N. |                           | Ruolo | Calciatore        |
| -- | ------------------------- | ----- | ----------------- |
| 1  | Spagna (bandiera)         | P     | Pepe Reina        |
| 2  | Italia (bandiera)         | D     | Matteo Gabbia     |
| 2  | Colombia (bandiera)       | D     | Yerson Mosquera   |
| 3  | Spagna (bandiera)         | D     | Raúl Albiol ()    |
| 4  | Spagna (bandiera)         | C     | Santi Comesaña    |
| 5  | Spagna (bandiera)         | D     | Jorge Cuenca      |
| 6  | Francia (bandiera)        | C     | Étienne Capoue    |
| 7  | Spagna (bandiera)         | A     | Gerard Moreno     |
| 8  | Argentina (bandiera)      | D     | Juan Foyth        |
| 9  | Cile (bandiera)           | A     | Ben Brereton Díaz |
| 9  | Portogallo (bandiera)     | A     | Gonçalo Guedes    |
| 10 | Spagna (bandiera)         | C     | Dani Parejo       |
| 11 | Norvegia (bandiera)       | A     | Alexander Sørloth |
| 12 | Costa d'Avorio (bandiera) | D     | Eric Bailly       |
| 13 | Danimarca (bandiera)      | P     | Filip Jørgensen   |
| 14 | Spagna (bandiera)         | C     | Manu Trigueros    |
| 15 | Spagna (bandiera)         | A     | José Luis Morales |

| N. |                         | Ruolo | Calciatore       |
| -- | ----------------------- | ----- | ---------------- |
| 16 | Spagna (bandiera)       | C     | Álex Baena       |
| 17 | Spagna (bandiera)       | D     | Kiko Femenía     |
| 18 | Spagna (bandiera)       | D     | Alberto Moreno   |
| 19 | Francia (bandiera)      | C     | Francis Coquelin |
| 20 | Spagna (bandiera)       | C     | Ramón Terrats    |
| 21 | Spagna (bandiera)       | A     | Yéremi Pino      |
| 22 | Spagna (bandiera)       | C     | Denis Suárez     |
| 23 | Algeria (bandiera)      | A     | Aïssa Mandi      |
| 24 | Spagna (bandiera)       | A     | Alfonso Pedraza  |
| 25 | Burkina Faso (bandiera) | A     | Bertrand Traoré  |
| 26 | Spagna (bandiera)       | D     | Adrià Altimira   |
| 27 | Spagna (bandiera)       | A     | Ilias Akhomach   |
| 30 | Spagna (bandiera)       | A     | Jorge Pascual    |
| 37 | Spagna (bandiera)       | D     | Carlos Romero    |
| 42 | Serbia (bandiera)       | D     | Stefan Leković   |
| 43 | Spagna (bandiera)       | A     | Diego Collado    |

## Calciomercato

### Sessione estiva[4]
| Acquisti         | Acquisti          | Acquisti           | Acquisti                   |
| R.               | Nome              | da                 | Modalità                   |
| ---------------- | ----------------- | ------------------ | -------------------------- |
| A                | Alexander Sørloth | RB Lipsia          | definitivo (10 milioni €)  |
| C                | Ramón Terrats     | Girona             | definitivo (2,5 milioni €) |
| A                | Ben Brereton      | Blackburn          | gratuito                   |
| C                | Santi Comesaña    | Rayo Vallecano     | gratuito                   |
| C                | Denis Suárez      | Celta Vigo         | gratuito                   |
| D                | Matteo Gabbia     | Milan              | prestito                   |
| A                | Ilias Akhomach    | Barcellona Atlètic | gratuito                   |
| Altre operazioni |                   |                    |                            |
| R.               | Nome              | da                 | Modalità                   |
| A                | Arnaut Danjuma    | Tottenham          | fine prestito              |
| A                | Boulaye Dia       | Salernitana        | fine prestito              |
| C                | Manu Morlanes     | Mallorca           | fine prestito              |
| C                | Iván Martín       | Girona             | fine prestito              |
| C                | Vicente Iborra    | Levante            | fine prestito              |

| Cessioni         | Cessioni          | Cessioni    | Cessioni                   |
| R.               | Nome              | a           | Modalità                   |
| ---------------- | ----------------- | ----------- | -------------------------- |
| A                | Nicolas Jackson   | Chelsea     | definitivo (37 milioni €)  |
| D                | Pau Torres        | Aston Villa | definitivo (33 milioni €)  |
| A                | Samuel Chukwueze  | Milan       | definitivo (20 milioni €)  |
| A                | Boulaye Dia       | Salernitana | definitivo (12 milioni €)  |
| C                | Manu Morlanes     | Mallorca    | definitivo (2,5 milioni €) |
| C                | Iván Martín       | Girona      | definitivo (2 milioni €)   |
| C                | Vicente Iborra    | Olympiakos  | gratuito                   |
| D                | Johan Mojica      | Osasuna     | prestito                   |
| Altre operazioni |                   |             |                            |
| R.               | Nome              | a           | Modalità                   |
| C                | Giovanni Lo Celso | Tottenham   | fine prestito              |
| C                | Ramón Terrats     | Girona      | fine prestito              |

### Sessione invernale[5]
| Acquisti         | Acquisti        | Acquisti      | Acquisti      |
| R.               | Nome            | da            | Modalità      |
| ---------------- | --------------- | ------------- | ------------- |
| D                | Eric Bailly     | Beşiktaş      | gratuito      |
| A                | Gonçalo Guedes  | Wolverhampton | prestito      |
| D                | Yerson Mosquera | Wolverhampton | fine prestito |
| A                | Bertrand Traoré | Aston Villa   | gratuito      |
| Altre operazioni |                 |               |               |
| R.               | Nome            | da            | Modalità      |

| Cessioni         | Cessioni          | Cessioni      | Cessioni      |
| R.               | Nome              | a             | Modalità      |
| ---------------- | ----------------- | ------------- | ------------- |
| D                | Matteo Gabbia     | Milan         | fine prestito |
| A                | Ben Brereton Díaz | Sheffield Utd | prestito      |
| Altre operazioni |                   |               |               |
| R.               | Nome              | a             | Modalità      |

## Risultati

### Primera División

#### Girone di andata
| Arbitro: | Ortiz Arias |

|               |           |                                    |
| J. Cuenca 61’ | Marcatori | 20’ Ayoze Pérez 90+5’ Willian José |

| Arbitro: | Alberola Rojas |

|  |           |               |
|  | Marcatori | 62’ G. Moreno |

| Arbitro: | Hernández Hernández |

|                                 |           |                                                    |
| Foyth 26’ Sørloth 40’ Baena 50’ | Marcatori | 12’ Gavi 15’ F. de Jong 68’ Torres 71’ Lewandowski |

| Arbitro: | Pulido Santana |

|                                  |           |             |
| Ramos 18’ Machis 30’ (rig.), 50’ | Marcatori | 10’ Sørloth |

| Arbitro: | Hernández Maeso |

|                               |           |            |
| G. Moreno 45+5’ Sørloth 90+4’ | Marcatori | 44’ Akieme |

| Arbitro: | Figueroa Vázquez |

|                |           |             |
| Kike Pérez 16’ | Marcatori | 15’ Sørloth |

| Arbitro: | Sánchez Martínez |

|                   |           |                          |
| Parejo 49’ (rig.) | Marcatori | 56’ Dovbyk 61’ E. García |

| Getafe 30 settembre 2023, ore 14:00 CEST 8ª giornata | Getafe          | 0 – 0 referto | Villarreal | Coliseum Alfonso Pérez\| Arbitro: \| Busquets Ferrer \| |
| Arbitro:                                             | Busquets Ferrer |               |            |                                                         |

| Arbitro: | Muñiz Ruiz |

|                 |           |                               |
| G. Moreno 90+2’ | Marcatori | 45+2’ Coco 51’ (rig.) Cardona |

| Arbitro: | Gil Manzano |

|                      |           |          |
| G. Moreno 65’ (rig.) | Marcatori | 48’ Samu |

| Arbitro: | Iglesias Villanueva |

|                          |           |                                       |
| R. Sánchez 29’ Uzuni 34’ | Marcatori | 18’, 23’ (rig.) G. Moreno 28’ Sørloth |

| Arbitro: | Cuadra Fernández |

|                           |           |                                                 |
| G. Moreno 86’ Sørloth 87’ | Marcatori | 2’ de Galarreta 22’ N. Williams 30’ I. Williams |

| Arbitro: | Hernández Maeso |

|                                     |           |               |
| Witsel 45+1’ Griezmann 80’ Lino 85’ | Marcatori | 20’ G. Moreno |

| Arbitro: | De Burgos Bengoetxea |

|                          |           |            |
| J. Morales 57’, 71’, 80’ | Marcatori | 78’ Catena |

| Arbitro: | de Mera Escuderos |

|           |           |                |
| Salas 75’ | Marcatori | 77’ J. Morales |

| Arbitro: | Melero López |

|  |           |                                     |
|  | Marcatori | 38’ Merino 41’ Zubimendi 45+4’ Kubo |

| Arbitro: | Figueroa Vázquez |

|                                                |           |                |
| Bellingham 25’ Rodrygo 37’ Díaz 64’ Modrić 68’ | Marcatori | 54’ J. Morales |

| Arbitro: | Soto Grado |

|                                         |           |                                |
| Pedraza 13’ Mandi 40’ Parejo 48’ (rig.) | Marcatori | 52’ Douvikas 57’ Strand Larsen |

| Arbitro: | Gil Manzano |

|                                            |           |               |
| Yaremchuk 4’ Pepelu 27’ (rig.), 57’ (rig.) | Marcatori | 73’ G. Moreno |

#### Girone di ritorno
| Arbitro: | Iglesias Villanueva |

|                                 |           |  |
| K. Rodríguez 8’, 63’ Herzog 51’ | Marcatori |  |

| Arbitro: | Ortiz Arias |

|               |           |               |
| Sørloth 45+1’ | Marcatori | 90+1’ Llabrés |

| Arbitro: | Munuera Montero |

|                                          |           |                                                                    |
| Gündoğan 60’ Pedri 68’ Bailly 71’ (aut.) | Marcatori | 41’ G. Moreno 54’ Akhomach 84’ Guedes 90+9’ Sørloth 90+12’ Morales |

| Villarreal 4 febbraio 2024, ore 14:00 CET 23ª giornata | Villarreal       | 0 – 0 referto | Cadice | Stadio della Ceramica (17 183 spett.)\| Arbitro: \| González Fuertes \| |
| Arbitro:                                               | González Fuertes |               |        |                                                                         |

| Arbitro: | Melero López |

|               |           |               |
| Omorodion 25’ | Marcatori | 42’ J. Cuenca |

| Arbitro: | Alberola Rojas |

|               |           |                |
| A. Moreno 56’ | Marcatori | 24’ Maksimović |

| Arbitro: | Iglesias Villanueva |

|            |           |                                 |
| Merino 86’ | Marcatori | 17’, 47’ Comesaña 90+5’ Sørloth |

| Arbitro: | Pulido Santana |

|                                            |           |                |
| Sørloth 7’, 19’, 66’ Capoue 32’ Guedes 47’ | Marcatori | 90+1’ Corbeanu |

| Arbitro: | Hernández Hernández |

|                                     |           |                                                   |
| G. Rodríguez 30’ Willian José 45+2’ | Marcatori | 40’ Baena 48’ (aut.) Papastathopoulos 67’ Sørloth |

| Arbitro: | Figueroa Vázquez |

|               |           |  |
| J. Cuenca 54’ | Marcatori |  |

| Arbitro: | Melero López |

|             |           |                    |
| Sørloth 50’ | Marcatori | 9’ Witsel 87’ Saúl |

| Arbitro: | Cuadra Fernández |

|            |           |                     |
| Sancet 66’ | Marcatori | 90+5’ (rig.) Parejo |

| Arbitro: | Ortiz Arias |

|               |           |                            |
| A. Lozano 30’ | Marcatori | 25’ Akhomach 90+2’ Sørloth |

| Arbitro: | González Fuertes |

|                               |           |  |
| Sørloth 18’, 74’ Mosquera 74’ | Marcatori |  |

| Arbitro: | Soto Grado |

|                                                      |           |                          |
| Iago Aspas 22’ (rig.) Strand Larsen 39’ Douvikas 82’ | Marcatori | 12’ A. Moreno 65’ Guedes |

| Arbitro: | De Mera Escuderos |

|                                 |           |                           |
| Sørloth 30’, 90+7’ Mosquera 84’ | Marcatori | 26’ (rig.), 44’ En-Nesyri |

| Arbitro: | Sánchez Martínez |

|  |           |               |
|  | Marcatori | 59’ B. Traoré |

| Arbitro: | Hernández Hernández |

|                            |           |                                         |
| Sørloth 39’, 48’, 52’, 56’ | Marcatori | 14’, 45+2’ Güler 30’ Joselu 40’ Vázquez |

| Arbitro: | Melero López |

|             |           |                |
| Budimir 30’ | Marcatori | 57’ J. Morales |

### Coppa del Re
| Arbitro: | Juan Luis Pulido Santana |

|  |           |                                                      |
|  | Marcatori | 19’, 43’, 72’ (rig.) Trigueros 31’ Pascual 74’ Baena |

| Arbitro: | Miguel Ángel Ortiz Arias |

|              |           |                  |
| Etxaburu 49’ | Marcatori | 88’, 96’ Morales |

| Arbitro: | Pérez de Mendiola |

|                                                                            |                      |                                                                         |
| Planas 87’ (rig.)                                                          | Marcatori            | 82’ Akhomach                                                            |
| Mayor Nespral E. Ruiz Planas M. Ramírez Álvaro Gómez C. Giménez Adri Gómez | Tiri di rigore 7 – 6 | G. Moreno A. Moreno Coquelin Trigueros Sørloth Terrats Comesaña Femenía |

### UEFA Europa League

#### Fase a gironi
| Arbitro: | Pawson |

|                          |           |  |
| Iōannidīs 38’ Šporar 78’ | Marcatori |  |

| Arbitro: | Lechner |

|             |           |  |
| Sørloth 36’ | Marcatori |  |

| Vila-real 6 dicembre 2023, ore 21:00 CET 3ª giornata | Villarreal | 0 – 0 referto | Maccabi Haifa | Stadio della Ceramica (9 365 spett.)\| Arbitro: \| Walsh \| |
| Arbitro:                                             | Walsh      |               |               |                                                             |

| Arbitro: | Balakin |

|          |           |                       |
| Seck 32’ | Marcatori | 83’ Baena 87’ Sørloth |

| Arbitro: | Kružliak |

|                                       |           |                            |
| Baena 29’ Comesaña 34’ J. Morales 47’ | Marcatori | 66’ Palacios 81’ Iōannidīs |

| Arbitro: | Karaoğlan |

|                       |           |                                              |
| Assignon 37’ Blas 79’ | Marcatori | 36’ (rig.) G. Moreno 63’ Akhomach 80’ Parejo |

#### Fase a eliminazione diretta
| Arbitro: | Gözübüyük |

|                                                             |           |  |
| Veretout 23’ Mosquera 28’ (aut.) Aubameyang 42’ (rig.), 59’ | Marcatori |  |

| Arbitro: | Kovács |

|                                     |           |              |
| Capoue 32’ Sørloth 54’ Mosquera 86’ | Marcatori | 90+4’ Clauss |

## Statistiche finali
Statistiche aggiornate al 25 maggio 2024 

### Andamento in tutte le competizioni
| Competizione     | Punti | In casa | In casa | In casa | In casa | In casa | In casa | In trasferta | In trasferta | In trasferta | In trasferta | In trasferta | In trasferta | Totale | Totale | Totale | Totale | Totale | Totale | DR |
| Competizione     | Punti | G       | V       | N       | P       | Gf      | Gs      | G            | V            | N            | P            | Gf           | Gs           | G      | V      | N      | P      | Gf     | Gs     | DR |
| ---------------- | ----- | ------- | ------- | ------- | ------- | ------- | ------- | ------------ | ------------ | ------------ | ------------ | ------------ | ------------ | ------ | ------ | ------ | ------ | ------ | ------ | -- |
| Primera División | 53    | 19      | 7       | 5       | 7       | 36      | 32      | 19           | 7            | 6            | 6            | 29           | 33           | 38     | 14     | 11     | 13     | 65     | 65     | 0  |
| Coppa del Re     | -     | -       | -       | -       | -       | -       | -       | 3            | 2            | 1            | 0            | 8            | 2            | 3      | 2      | 1      | 0      | 8      | 2      | +6 |
| Europa League    | 13    | 4       | 3       | 1       | 0       | 7       | 3       | 4            | 2            | 0            | 2            | 5            | 9            | 8      | 5      | 1      | 2      | 12     | 12     | 0  |
| Totale           |       | 23      | 10      | 6       | 7       | 43      | 35      | 25           | 11           | 6            | 8            | 41           | 42           | 48     | 21     | 12     | 15     | 84     | 78     | +6 |

### Andamento in campionato
| Giornata  | 1  | 2 | 3  | 4  | 5  | 6  | 7  | 8  | 9  | 10 | 11 | 12 | 13 | 14 | 15 | 16 | 17 | 18 | 19 | 20 | 21 | 22 | 23 | 24 | 25 | 26 | 27 | 28 | 29 | 30 | 31 | 32 | 33 | 34 | 35 | 36 | 37 | 38 |
| --------- | -- | - | -- | -- | -- | -- | -- | -- | -- | -- | -- | -- | -- | -- | -- | -- | -- | -- | -- | -- | -- | -- | -- | -- | -- | -- | -- | -- | -- | -- | -- | -- | -- | -- | -- | -- | -- | -- |
| Luogo     | T  | C | C  | T  | C  | T  | C  | T  | C  | C  | T  | C  | T  | C  | T  | C  | T  | C  | T  | T  | C  | T  | C  | T  | C  | T  | C  | T  | C  | C  | T  | T  | C  | T  | C  | T  | C  | T  |
| Risultato | P  | V | P  | P  | V  | N  | P  | N  | P  | N  | V  | P  | P  | V  | N  | P  | P  | V  | P  | P  | N  | V  | N  | N  | N  | V  | V  | V  | V  | P  | N  | V  | V  | P  | V  | V  | N  | N  |
| Posizione | 14 | 9 | 13 | 15 | 13 | 12 | 13 | 13 | 16 | 14 | 12 | 13 | 14 | 12 | 12 | 12 | 14 | 13 | 13 | 15 | 15 | 14 | 14 | 13 | 13 | 13 | 12 | 11 | 9  | 10 | 9  | 9  | 9  | 9  | 9  | 8  | 8  | 8  |

### Statistiche dei giocatori
Sono in corsivo i calciatori che hanno lasciato la società a stagione in corso 
| Giocatore    | Liga     | Liga | Liga        | Liga       | Coppa del Re | Coppa del Re | Coppa del Re | Coppa del Re | Europa League | Europa League | Europa League | Europa League | Totale   | Totale | Totale      | Totale     |
| Giocatore    | Presenze | Reti | Ammonizioni | Espulsioni | Presenze     | Reti         | Ammonizioni  | Espulsioni   | Presenze      | Reti          | Ammonizioni   | Espulsioni    | Presenze | Reti   | Ammonizioni | Espulsioni |
| ------------ | -------- | ---- | ----------- | ---------- | ------------ | ------------ | ------------ | ------------ | ------------- | ------------- | ------------- | ------------- | -------- | ------ | ----------- | ---------- |
| I. Akhomach  | 31       | 2    | 4           | 0          | 3            | 1            | 0            | 0            | 5             | 1             | 1             | 0             | 39       | 4      | 5           | 0          |
| R. Albiol    | 26       | 0    | 6           | 0          | 1            | 0            | 0            | 0            | 3             | 0             | 1             | 0             | 30       | 0      | 7           | 0          |
| A. Altimira  | 11       | 0    | 3           | 0          | 3            | 0            | 0            | 0            | 4             | 0             | 1             | 0             | 18       | 0      | 4           | 0          |
| Á. Baena     | 34       | 2    | 10          | 1          | 3            | 1            | 1            | 0            | 8             | 2             | 2             | 0             | 45       | 5      | 13          | 1          |
| E. Bailly    | 10       | 0    | 3           | 0          | 1            | 0            | 0            | 0            | 2             | 0             | 0             | 0             | 13       | 0      | 3           | 0          |
| B. Brereton  | 14       | 0    | 2           | 0          | 1            | 0            | 0            | 0            | 5             | 0             | 0             | 0             | 20       | 0      | 2           | 0          |
| E. Capoue    | 32       | 1    | 7           | 0          | 1            | 0            | 0            | 0            | 7             | 1             | 1             | 0             | 40       | 2      | 8           | 0          |
| D. Collado   | 0        | 0    | 0           | 0          | 1            | 0            | 0            | 0            | 0             | 0             | 0             | 0             | 1        | 0      | 0           | 0          |
| S. Comesaña  | 27       | 2    | 8           | 2          | 3            | 0            | 1            | 0            | 7             | 1             | 2             | 0             | 37       | 3      | 11          | 2          |
| F. Coquelin  | 17       | 0    | 4           | 0          | 1            | 0            | 1            | 0            | 4             | 0             | 1             | 0             | 22       | 0      | 6           | 0          |
| J. Cuenca    | 29       | 3    | 7           | 0          | 3            | 0            | 1            | 0            | 5             | 0             | 1             | 0             | 37       | 3      | 9           | 0          |
| K. Femenía   | 23       | 0    | 9           | 1          | 3            | 0            | 0            | 0            | 4             | 1             | 0             | 0             | 30       | 1      | 9           | 1          |
| J. Foyth     | 12       | 1    | 1           | 0          | 1            | 0            | 0            | 0            | 3             | 0             | 1             | 0             | 16       | 1      | 2           | 0          |
| M. Gabbia    | 7        | 0    | 2           | 0          | 0            | 0            | 0            | 0            | 6             | 0             | 0             | 0             | 13       | 0      | 2           | 0          |
| G. Guedes    | 17       | 3    | 0           | 0          | 0            | 0            | 0            | 0            | 2             | 0             | 0             | 0             | 19       | 3      | 0           | 0          |
| F. Jørgensen | 36       | -53  | 3           | 0          | 0            | -0           | 0            | 0            | 1             | -1            | 0             | 0             | 37       | -54    | 3           | 0          |
| S. Leković   | 1        | 0    | 0           | 0          | 1            | 0            | 0            | 0            |               |               |               |               | 2        | 0      | 0           | 0          |
| A. Mandi     | 16       | 1    | 3           | 0          | 1            | 0            | 0            | 0            | 5             | 0             | 1             | 0             | 22       | 1      | 4           | 0          |
| J. Morales   | 29       | 7    | 0           | 0          | 3            | 2            | 0            | 0            | 6             | 1             | 0             | 0             | 38       | 10     | 0           | 0          |
| A. Moreno    | 27       | 2    | 3           | 2          | 2            | 0            | 0            | 0            | 4             | 0             | 4             | 1             | 33       | 2      | 7           | 3          |
| G. Moreno    | 30       | 10   | 0           | 0          | 2            | 0            | 0            | 0            | 6             | 1             | 1             | 0             | 38       | 11     | 1           | 0          |
| Y. Mosquera  | 16       | 2    | 3           | 0          | 0            | 0            | 0            | 0            | 2             | 1             | 1             | 0             | 18       | 3      | 4           | 0          |
| D. Parejo    | 33       | 3    | 3           | 0          | 2            | 0            | 1            | 0            | 7             | 1             | 1             | 0             | 42       | 4      | 5           | 0          |
| J. Pascual   | 1        | 0    | 0           | 0          | 2            | 1            | 0            | 0            | 2             | 0             | 0             | 0             | 5        | 1      | 0           | 0          |
| A. Pedraza   | 19       | 1    | 4           | 1          | 1            | 0            | 0            | 0            | 4             | 0             | 2             | 0             | 24       | 1      | 6           | 1          |
| Y. Pino      | 7        | 0    | 4           | 0          | 0            | 0            | 0            | 0            | 3             | 0             | 1             | 0             | 10       | 0      | 5           | 0          |
| P. Reina     | 2        | -2   | 0           | 1          | 3            | -2           | 0            | 0            | 7             | -12           | 0             | 0             | 12       | -16    | 0           | 1          |
| C. Romero    | 7        | 0    | 1           | 0          | 1            | 0            | 0            | 0            | 0             | 0             | 0             | 0             | 8        | 0      | 1           | 0          |
| A. Sørloth   | 34       | 23   | 3           | 0          | 1            | 0            | 1            | 0            | 6             | 3             | 2             | 0             | 41       | 26     | 6           | 0          |
| D. Suárez    | 4        | 0    | 0           | 0          | 0            | 0            | 0            | 0            | 1             | 0             | 0             | 0             | 5        | 0      | 0           | 0          |
| R. Terrats   | 19       | 0    | 4           | 0          | 2            | 0            | 1            | 0            | 3             | 0             | 0             | 0             | 24       | 0      | 5           | 0          |
| B. Traoré    | 11       | 1    | 3           | 0          | 0            | 0            | 0            | 0            | 0             | 0             | 0             | 0             | 11       | 1      | 3           | 0          |
| M. Trigueros | 14       | 0    | 0           | 0          | 3            | 3            | 0            | 0            | 5             | 0             | 0             | 0             | 22       | 3      | 0           | 0          |